# Neocryphoeca gertschi
Espèce
Neocryphoeca gertschi est une espèce d'araignées aranéomorphes de la famille des Cybaeidae.

## Distribution
Cette espèce est endémique d'Arizona aux États-Unis. Elle se rencontre dans les monts Santa Catalina.

## Étymologie
Cette espèce est nommée en l'honneur de Willis John Gertsch.

## Publication originale
- Roth, 1970 : A new genus of spiders (Agelenidae) from the Santa Catalina mountains. Journal of the Arizona Academy of Science, vol. 6, p. 114-116.